# Dichen Lachman
Dichen Lachman (ur. 22 lutego 1982 w Katmandu) – australijska aktorka, która wystąpiła w serialach: Dollhouse, Agenci T.A.R.C.Z.Y., Altered Carbon i Rozdzielenie.

## Filmografia

### Filmy
| Rok  | Tytuł                    | Rola          | Uwagi           |
| ---- | ------------------------ | ------------- | --------------- |
| 2005 | Eastworld                | Thug #4       | krótkometrażowy |
| 2006 | Safety in Numbers        | News Reporter |                 |
| 2006 | Akwamaryna               | Beth-Ann      |                 |
| 2009 | Bled                     | Aaren         |                 |
| 2010 | Sunday Punch             | Jill          | krótkometrażowy |
| 2014 | Lust for Love            | Cali          | też produkcja   |
| 2015 | Too Late                 | Jilly Bean    |                 |
| 2020 | Bad Therapy              | Stern         |                 |
| 2020 | Raya i ostatni smok      | gen. Atitaya  | głos            |
| 2022 | Jurassic World: Dominion | Soyona Santos |                 |
| 2024 | Królestwo Planety Małp   | Korina        |                 |

### Telewizja
| Rok             | Tytuł                             | Rola                             | Uwagi                |
| --------------- | --------------------------------- | -------------------------------- | -------------------- |
| 2005–2007       | Sąsiedzi                          | Katya Kinski                     | gł. obsada; 103 odc. |
| 2007            | Aztecki tyranozaur                | Ayacoatl                         | film TV              |
| 2009–2010       | Dollhouse                         | Sierra / Priya Tsetsang          | gł. obsada; 27 odc.  |
| 2010            | Agenci NCIS: Los Angeles          | Allison Pritchett/Allysia Takada | 1 odc.               |
| 2010            | Hawaii Five-0                     | Amy Hanamoa                      | 1 odc.               |
| 2011            | Torchwood                         | Lyn Peterfield                   | 1 odc.               |
| 2012            | Being Human                       | Suren                            | gł. obsada; 7 odc.   |
| 2012            | Zbrodnie Palm Glade               | Lana Kim                         | 1 odc.               |
| 2012            | Wirtualna liga                    | Marbella                         | 1 odc.               |
| 2012-2013       | Last Resort                       | Tani Tumrenjack                  | gł. obsada; 13 odc.  |
| 2013            | CSI: Kryminalne zagadki Las Vegas | Jessica Lowell                   | 1 odc.               |
| 2013            | King & Maxwell                    | Benny                            | 7 odc.               |
| 2014            | The 100                           | Anya                             | 7 odc.               |
| 2014–2015       | Shameless – Niepokorni            | Angela                           | 6 odc.               |
| 2014–2015, 2020 | Agenci T.A.R.C.Z.Y.               | Jiaying                          | 11 odc.              |
| 2016            | Ostatni okręt                     | Jesse                            | 8 odc.               |
| 2016–2017       | Supergirl                         | Roulette/Veronica Sinclair       | 2 odc.               |
| 2018, 2020      | Altered Carbon                    | Reileen Kawahara                 | gł. obsada; 9 odc.   |
| 2018–2021       | Królestwo zwierząt                | Frankie                          | 16 odc.              |
| od 2022         | Rozdzielenie                      | panna Casey                      | gł. obsada           |